# Corso Cavour (Verona)
Corso Cavour, situato nel centro storico di Verona, ne è una delle vie più importanti e signorili.

## Storia

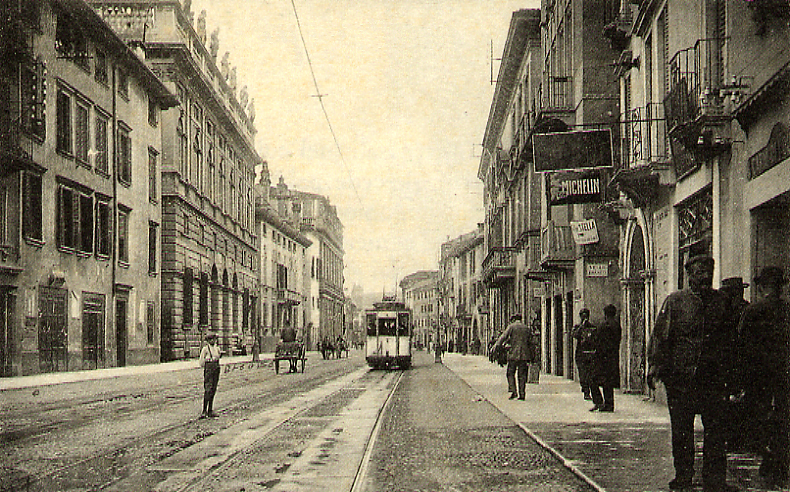
Corso Cavour in una foto d'epoca. Notare la tranvia non più esistente.

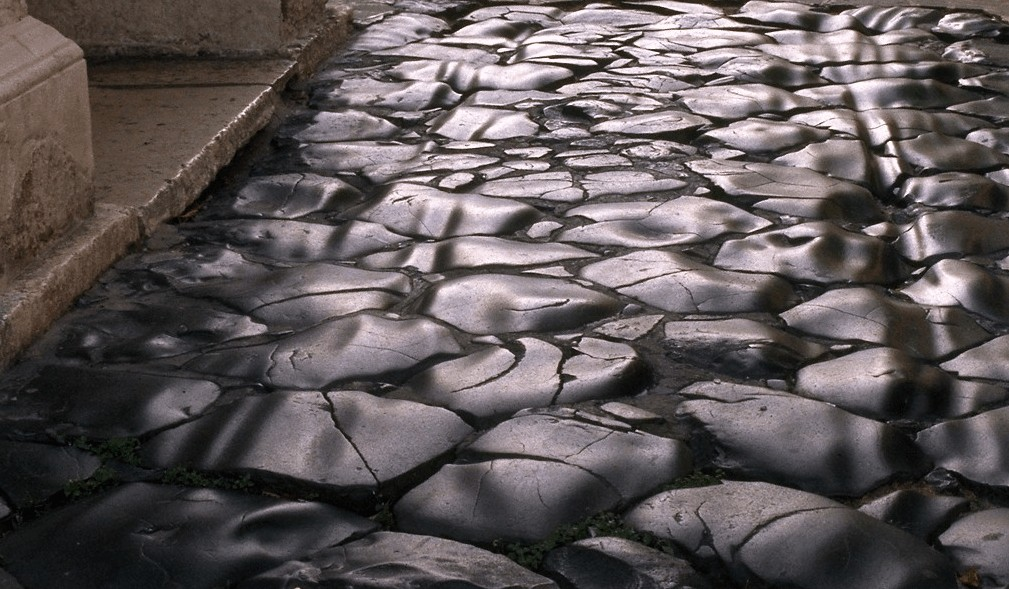
Parte Conservata dell'antica via Postumia

Corso Cavour è una via di Verona che si estende da porta Borsari a Castelvecchio con direzione nord-est sud-ovest. Questa è una via molto antica con circa 2.000 anni di storia. In epoca romana essa era la parte prospiciente alla città della Via Postumia, che collegava Genova con Trieste attraverso Verona. Lungo i fianchi della via i romani solevano seppellire i propri defunti, per questo sono stati trovati numerosi reperti di una necropoli. Oggi vi si affacciano numerosi e sontuosi edifici: in particolare Palazzo Bevilacqua e Palazzo Canossa, entrambi progettati da Sanmicheli nel 1530. I vari edifici presentano diversi stili di costruzione, tra l'altro su molti si vede ancora la marcatura delle piene dell´Adige che inondò Verona più volte nella sua storia, l'ultima alla fine del 1800.

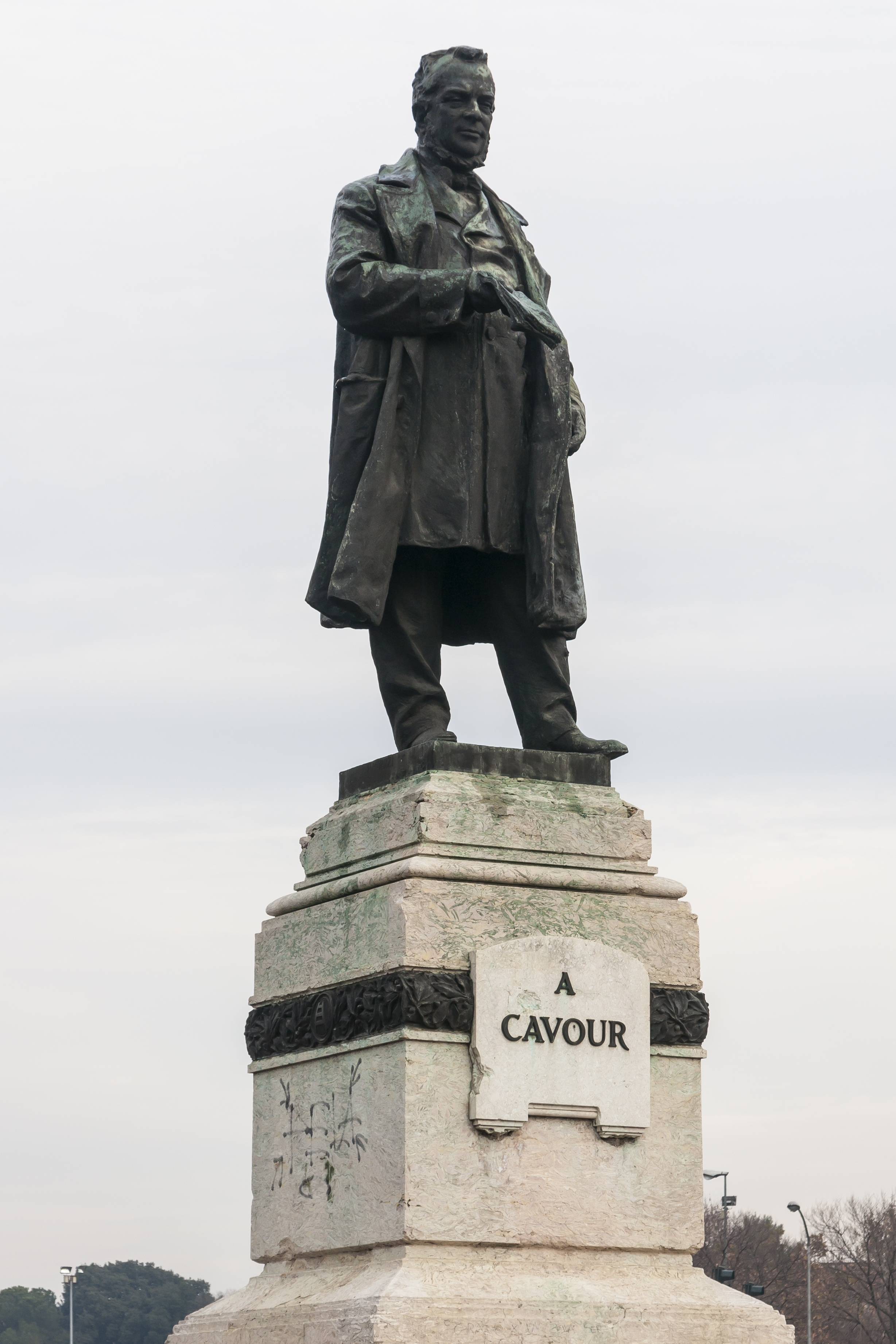
Statua di Camillo Benso

La via è stata dedicata a Camillo Benso Conte di Cavour dopo l'Unità d'Italia, con il posizionamento di una statua in suo onore, poi spostata nella piazza prospiciente la Stazione di porta Nuova per lasciar spazio alla ricostruzione dell'Arco dei Gavi. La statua è stata riposizionata lungo il corso nel 2012, non più nell'antico sito, ancora occupato dall'arco, bensì di fronte a Castelvecchio.

## Conformazione e viabilità
La via, pavimentata a pavé, è una delle più importanti di Verona, e rappresenta una delle grandi arterie per arrivare nel centro storico, oltre ad essere uno degli snodi principali per le linee degli autobus cittadini e non. La via è pertanto aperta al traffico, ma solo in un'unica direzione è permesso circolare a tutti i veicoli, l'altra direzione è infatti riservati ai soli mezzi pubblici.

## Monumenti ed edifici

### Monumenti romani

#### Porta Borsari

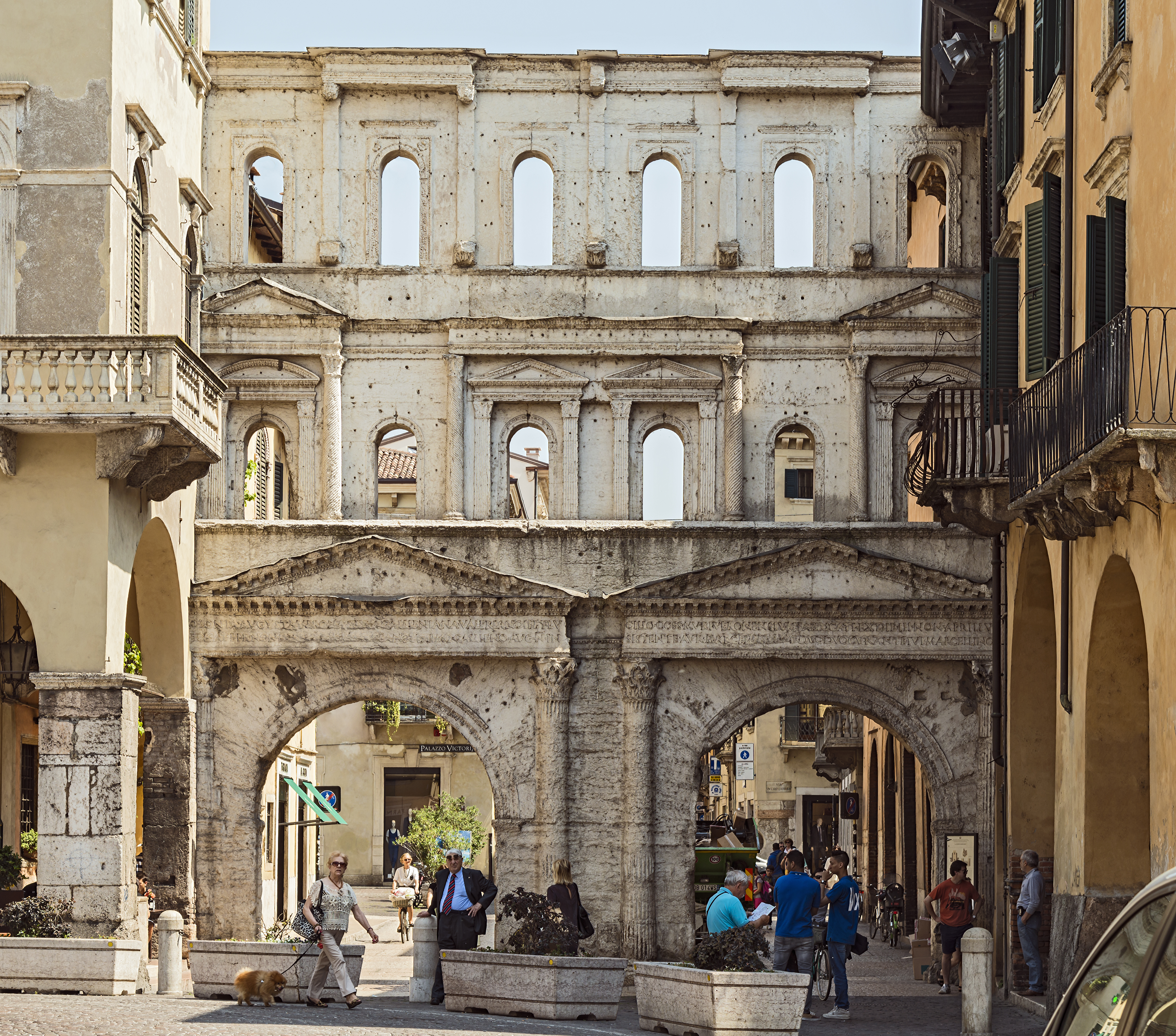
Porta Borsari

La Porta Borsari risale al I secolo a.C. e delinea l´ingresso sud-ovest alla città. Originariamente denominata “Porta Iovia”, data la sua vicinanza al tempio di Giove, ricevé il suo nome odierno nel Medioevo.
I doganieri (o bursarii) vennero qui piazzati con il compito di far pagare le imposte sulle merci portate attraverso la porta. La Porta Borsari era, come anche la Porta Leoni, concepita come una piccola struttura di difesa con torri di osservazione che circondavano un cortile. Oggi è possibile vedere soltanto i resti delle torri, volte verso l'esterno della città.

#### Arco dei Gavi
L'Arco dei Gavi venne eretto lungo la via Postumia, non distante del punto in cui a questa si congiungeva la via Gallica, e a soli 150 metri da porta Borsari, quindi a breve distanza dalle mura della città romana.

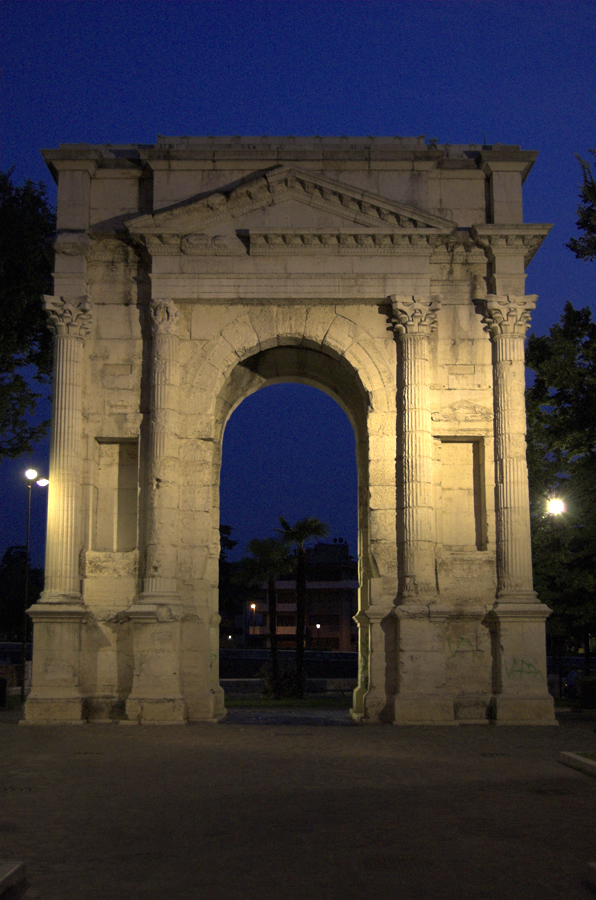
Arco dei Gavi

Il luogo in cui venne realizzato lo fece risultare una quinta scenografica, infatti giungendo dalla città delimitava il principale asse stradale della città, mentre giungendo dalla campagna aveva come sfondo le mura della città e la scenografia del monumentale colle San Pietro, su cui sorgevano il teatro romano cittadino e un tempio pagano.
L'Arco venne distrutto dai napoleonici nell'agosto del 1805, ufficialmente per ragioni di viabilità. I blocchi che formavano l'Arco finirono depositati, dopo alcune sistemazioni momentanee, sotto gli arcovoli dell'Arena, e vennero riutilizzati solamente nel 1932 per essere ricomposti non più nella sede originaria, ma in una piazza a breve distanza, di fianco a Castelvecchio. Il luogo in cui sorgeva originariamente l'Arco è individuabile grazie ad un rettangolo di marmo visibile sulla carreggiata della strada di fronte al castello.

### Palazzi

#### Palazzo Bevilacqua

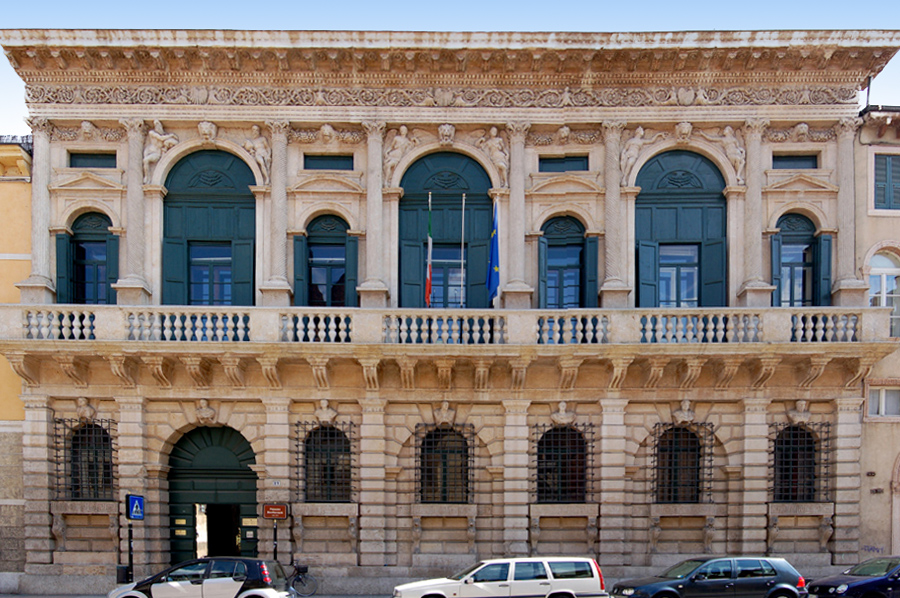
Palazzo Bevilacqua

Palazzo Bevilacqua è un antico palazzo di Verona attribuito a Michele Sammicheli. Il palazzo ha ospitato per diversi anni la collezione d'arte del conte Marco Bevilacqua, che comprendeva opere di artisti veronesi, come l'Orbetto, ma anche di nomi internazionali come Tintoretto.
Ceduto dall'ultima duchessa Bevilacqua all'autorità pubblica, è ora sede dell'ITCS Lorgna-Pindemonte.

#### Palazzo Canossa
Palazzo Canossa è un celebre palazzo privato veronese, considerato uno dei capolavori architettonici della città. Costruito su commissione della famiglia dei marchesi di Canossa, una delle famiglie più antiche ed illustri d'Italia su progetto di Michele Sammicheli nel 1527. Di chiaro impianto manierista, non presenta l'entrata direttamente sulla strada, ma leggermente spostata in dentro, sotto un porticato.

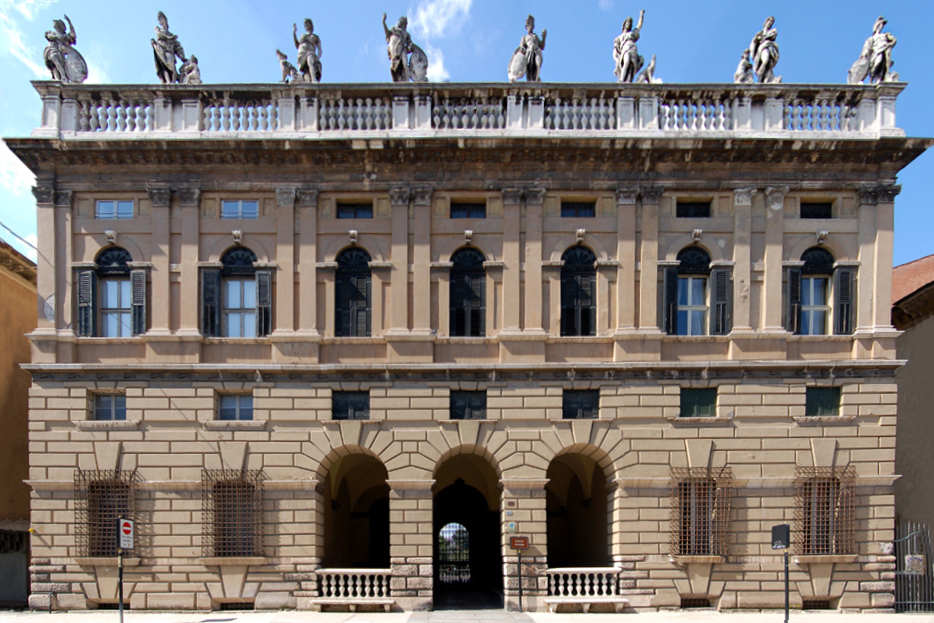
Palazzo Canossa

da sinistra Palazzo: Canossa, Muselli e Portalupi in Corso Cavour

Considerata la sua importanza e bellezza venne anche utilizzato per ospitare, nel 1822, il celebre congresso di Verona, a cui parteciparono quasi tutti gli Stati d'Europa. Uno dei soffitti del Palazzo era affrescato da Gian Battista Tiepolo, ma è andato perduto durante i bombardamenti che colpirono la città durante la seconda guerra mondiale.

#### Palazzo Balladoro n41

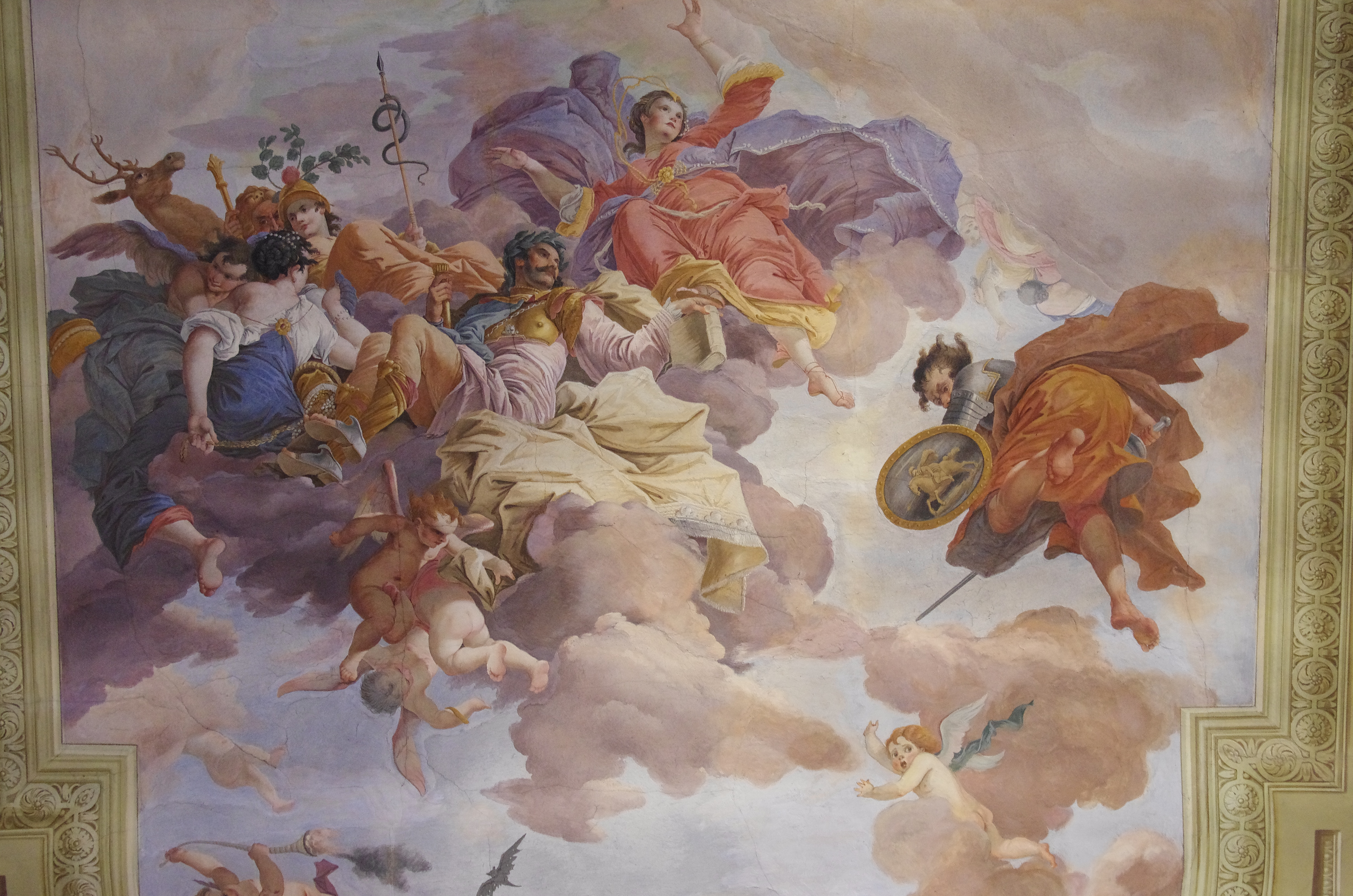
Soffitto del Salone delle feste di Palazzo Balladoro

Eretto nel XVIII secolo dalla famiglia Balladoro operante nell'industria della seta.
Il Salone d’onore è affrescato nel 1780 da Pio Piatti e poi restaurato da Carlo Ederle.
Nel primo cortile vi sono tre meridiane.

#### Palazzo Muselli
Voluto dalla famiglia Muselli (una delle più ricche della Verona del XVII secolo) come sede di rappresentanza, il palazzo assunse le forme attuali nel 1662, ma fu poi interessato da un'importante modifica ottocentesca secondo il gusto neoclassico. Nel tempo il palazzo è stato proprietà delle famiglie Marioni, Perez e Pompei, prima di passare all'INPS e infine alla Banca d'Italia che l'ha anche utilizzato per un breve periodo come propria sede veronese fino al trasferimento nell'adiacente Palazzo Portalupi. Fu gravemente danneggiato durante la ritirata tedesca della seconda guerra mondiale, per essere poi restaurato dagli ultimi proprietari di INPS e Banca d'Italia.

#### Castelvecchio
Castelvecchio, originariamente chiamato Castello di San Martino in Aquaro, è un castello di Verona attualmente adibito a ospitare il museo civico, è il più importante monumento militare della signoria Scaligera, dei quali fu anche reggia.

### Architetture religiose

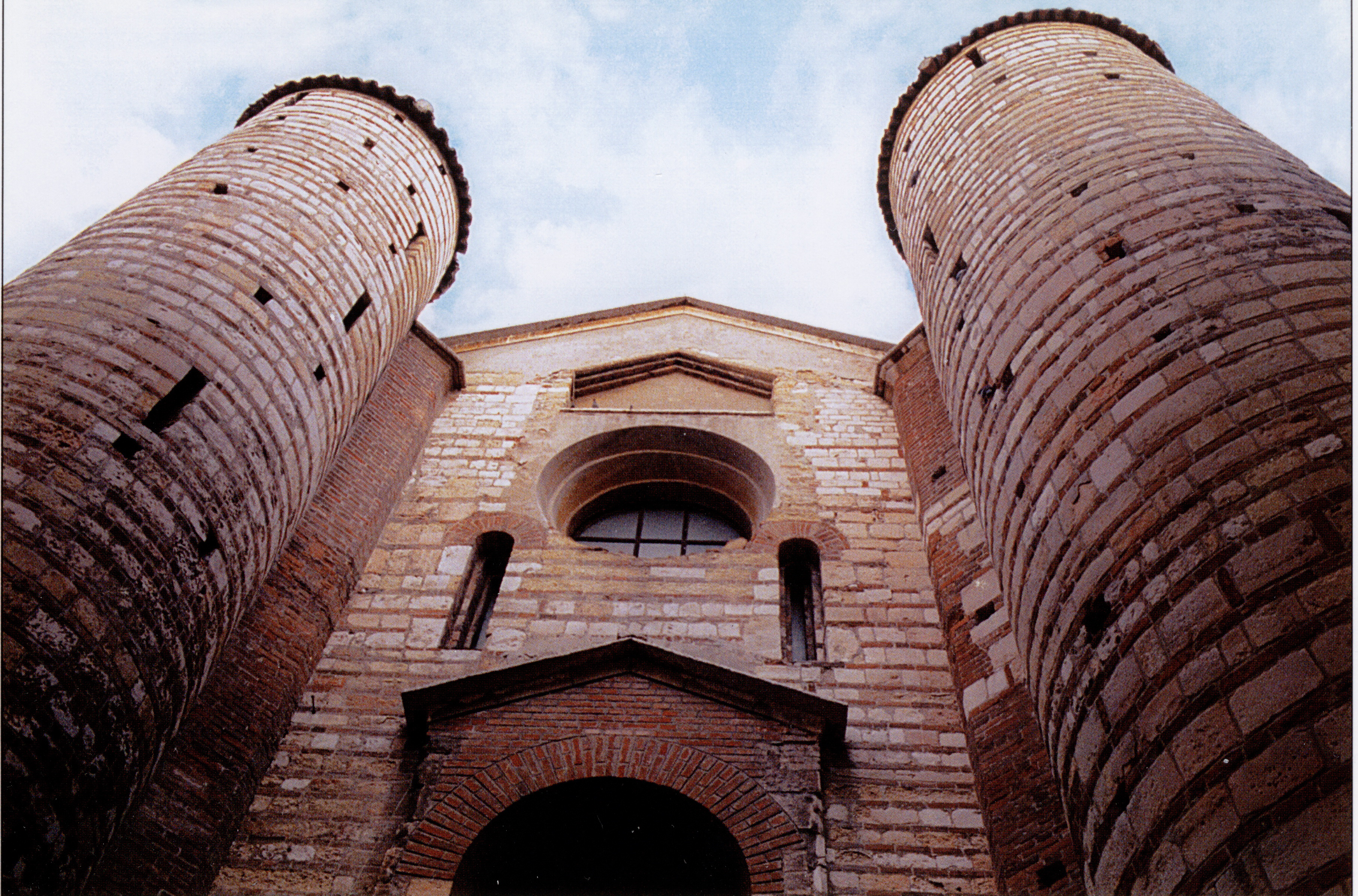
San Lorenzo Martire

#### Chiesa dei Santi Apostoli
La chiesa dei Santi Apostoli è situata nella piazzetta omonima che si affaccia su Corso Cavour, poco lontano da Porta Borsari. Come l'attiguo sacello, dedicato alle Sante Teuteria e Tosca (V secolo), si può considerare come il più antico luogo paleocristiano della zona assieme alla vicina chiesa di San Lorenzo.

#### Chiesa di San Lorenzo Martire
Si trova tra corso Cavour e il fiume Adige. Le origini dell'edificio risalgono al IV secolo, ma la chiesa fu completamente distrutta da un violento terremoto che colpì la città e venne integralmente ricostruita agli inizi del XII secolo in stile romanico. Fu ampiamente restaurata nel 1877.